# Imhotep
Imhotep (v egyptštině „Ten, který přichází v míru“ nebo „Vítaný“, v řeckém přepisu Imúthés) byl egyptský vezír, kněz, architekt, lékař a mudrc žijící v době 3. dynastie za vlády panovníka Džosera; někteří badatelé jej pokládají za Džoserova syna. Prozatím neprokázanou literární tradicí je mu připisováno sestavení prvního ze staroegyptských naučení. Byl spojován také s bohem moudrosti Thovtem.  V pozdější době byl pokládán za jednoho z bohů a patrona lékařů. Byl nazýván Asklépios nebo Josef.  Jeho nejslavnějším architektonickým dílem je Džoserova pyramida, vůbec první pyramida na světě a první známá monumentální kamenná stavba. Sám Imhotep je prvním architektem, kterého zná historie jménem.

## Historie
V egyptských pramenech se Imhotep objevuje jako  legendární, polobožská postava, která byla v Egyptě uctívána především v 1. tisíciletí př. n. l. To, že Imhotep skutečně žil a nejde jen o mytickou postavu, dokazuje podstavec Džoserovy sochy, na němž je zapsáno jeho jméno spolu s tituly:
| „ | Strážce pečeti krále Dolního Egypta, první po králi Dolního Egypta, správce velikého paláce, dědičný pán, největší z velekněží v Iunu, Imhotep, stavitel, sochař, zhotovitel kamenných váz | “ |

Jeho jméno je uvedeno také na několika kamenných nádobách nalezených v podzemí Džoserovy pyramidy. Dalším dokladem Imhotepovy historicity je nápis tuší na obvodní zdi nedokončeného pyramidového komplexu Džoserova nástupce Sechemcheta.
Tradicí nejpozději z doby přelomu 11. a 12. dynastie je Imhotepovi připisováno autorství nejstarší tzv. Knihy moudrých rad do života, tj. v Egyptě velmi oblíbeného veršovaného literárního útvaru s didaktickým zaměřením (dnes jsou tyto skladby označovány jako egyptská naučení), takže je nejstarším známým egyptským mudrcem a spolu s dalšími (např. Hardžedefem nebo Ptahhotepem) byl součástí historické paměti Egypťanů nepřetržitě po celý starověk. Žádný z doposud objevených textů tohoto druhu ovšem nelze Imhotepovi připsat.

## Život
Podle dochovaných písemných pramenů se Imhotep narodil v Mennoferu kolem roku 2700 př. n. l. Jeho otec zastával úřad stavitele Horního a dolního Egypta a Imhotep se stal rovněž dvorním architektem. Svou profesionální dráhu započal již na konci 2.dynastie za vlády panovníka Chasechemueje.  Jeho nejslavnější období je spojeno se jménem faraona Džosera, kdy  byl povolán z chrámu boha Re v Heliopoli. Po čase se Imhotep stal nejvyšším úředníkem v zemi, který byl nejen vrchním velitelem královských expedic a staveb, ale také zodpovídal za hospodářský rozvoj země a její blahobyt. Měl značnou pravomoc v určování náboženských rituálů, na nichž záviselo štěstí panovníka i říše. Měl znalosti v astronomii a medicíně.

### Imhotep jako architekt

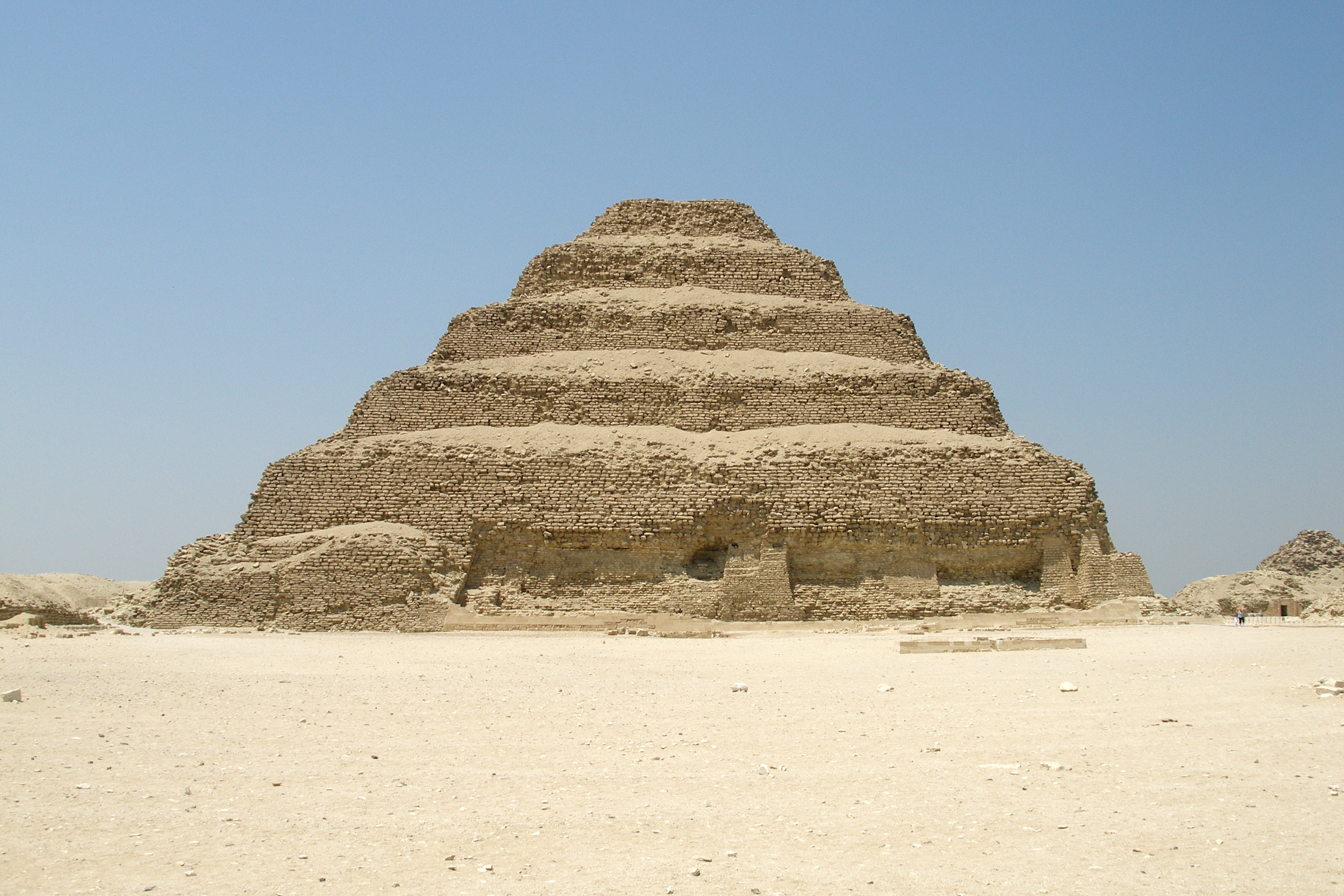
Džoserova pyramida v Sakkaře

Viditelným projevem Imhotepovy činnosti je Džoserova stupňovitá pyramida v Sakkáře, vůbec první stavba svého druhu na světě postavená z opracovaných kamenů. Při výstavbě královského komplexu do té doby obvyklé stavební materiály jako nepálené cihly, rákos a dřevo nahradil kamennými kvádry. Novými stavebními prvky byly kamenné sloupy (pilastry), zdobené abstraktními kanelurami. Rozsáhlý soubor staveb  nazývaný Osvěžení bohů měl symbolizovat palác, kde se božský faraon, setkával po své fyzické smrti s ostatními  egyptskými bohy. Jeho dílem byla i nedokončená  pyramida  Džoserova nástupce Sechemcheta.  Předpokládá se, že v komplexu mohla být vybudována také Imhotepova hrobka, která však dosud nebyla nalezena. S jeho jménem je spojeno také rozšíření výroby kamenných váz.

### Imhotep jako božský lékař
Po smrti byl Imhotep zbožštěn. Náznaky jeho božského statutu lze vysledovat už v době 19. dynastie, zbožštěn byl v Pozdní době. Byl prohlášen za syna boha Ptaha a bohyně Sachmety, s nimiž vytvořil mennoferskou triádu (nahradil v ní boha Nefertuma). Místo Sachmety je někdy jako jeho matka zmiňována pozemská žena Chereduanch. Pro umocnění Imhotepova božství ovšem i jí mohl být přičítán božský původ – mohla být považována za dceru boha Banebdžedeta.
Nejdůležitějším centrem Imhotepova kultu byl Mennofer, resp. dnešní Sakkára, kde byl v období 26. dynastie (kolem roku 600 př. n. l.) kromě jiných památek rekonstruován také Imhotepem postavený Džoserův pyramidový komplex a nad zdejší údajnou Imhotepovou hrobkou byla zbudována svatyně. Vystupoval jako bůh písařů, písemnictví a vzdělanosti.

Za Ptolemaiovců se Imhotepův kult rozšířil po celém Egyptě. Jeho svatyně v Sakkáře nazývaná Asklépeion se v této době stala pro celém Středomoří jedním z míst zázračných uzdravení: bůh Imhotep zde lidem prostřednictvím snu sděloval návod, jak dosáhnout uzdravení. V řeckém prostředí této doby proto Imhotepa ztotožňovali s řeckým bohem Asklépiem, jak dokládá řecky píšící egyptský kněz Manehto zpracovávající pro ptolemaiovské panovníky egyptskou historii: 
| „ | Džoser vládl dvacet devět let, za jeho vlády byl Imhotep, jehož Egypťané staví na roveň Asklépiovi pro jeho lékařskou zdatnost a jeho vynález stavění z otesaného kamene, a také pro výtečnost jeho spisů. | “ |

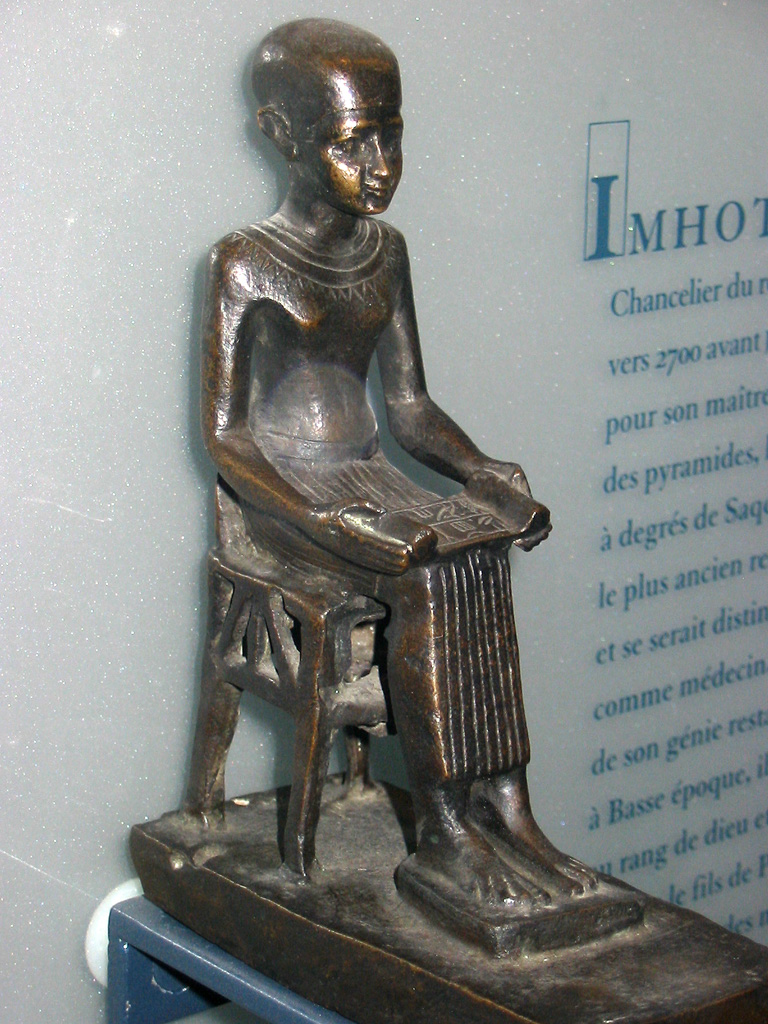
Imhotep

 Imhotep této doby byl především bohem léčení. Za svého pomocníka jej speciálně pokládali bezdětní manželé toužící po početí syna. Říkalo se mu Dárce života. Podle mínění egyptologa Erika Hornunga Imhotep na konci ptolemaiovského období získal v Mennoferu větší úctu než zde od počátku historické doby uctívaný starobylý bůh Ptah.  
V oblasti Vesetu, kde hlavní centrum jeho uctívání bylo v tehdy už dávno nefunkčním zádušním chrámu Džeser-Džeseru panovnice Hatšepsut v dnešním Dér el-Bahrí, tvořil Imhotep kultickou dvojici s Amenhotepem, synem Hapuovým.

## Ikonografie
Způsob Imhotepova zobrazování se ustálil krátce po vzniku jeho kultu v době 26. dynastie. Jde o drobnější bronzové sošky muže sedícího na židli s rozvinutým papyrovým svitkem s vyrytým Imhotepovým jménem v rukou jako symbolem moudrosti a vzdělanosti. Oděn bývá do dlouhé kněžské suknice, hlavu má holou nebo krytou přiléhavou pokrývkou ikonograficky odkazující na jeho božského otce Ptaha. Podle Hornunga měla Imhotepova ikonografie důstojného starce vliv na pozdější představu Herma Trismegista.